# 3328 Interposita
3328 Interposita је астероид главног астероидног појаса чија средња удаљеност од Сунца износи 3,018 астрономских јединица (АЈ).
Апсолутна магнитуда астероида је 11,7.